# Hypolepis stuebelii
Hypolepis stuebelii là một loài thực vật có mạch trong họ Dennstaedtiaceae. Loài này được Hieron. miêu tả khoa học đầu tiên năm 1909.